# Псковское восстание
Псковское восстание — городское восстание в Русском царстве в 1650 году, произошедшее в Пскове. 
Причиной восстания послужил быстрый рост цен на хлеб из-за осуществлявшихся в то время крупных закупок зерна для исполнения обязательства русского правительства поставить Швеции зерно в счёт компенсации за перебежчиков с территорий, уступленных шведам по Столбовскому миру 1617 года.

## Предпосылки
В Пскове в разные периоды времени разгорались конфликты между боярами и низшими сословиями. Так, по сообщениям летописцев, в 1485 (еще в республике) и в 1544 годах имели место конфликты разных сословий.
Столбовский мир 1617 года оставлял за Швецией несколько русских областей с православным населением. Для всех желающих было дано две недели срока выехать на Русь, после чего все оставшиеся в шведских пределах должны были считаться подданными Швеции и из шведских земель потянулся поток русских выходцев. Люди в государствах были ценностью, и недовольство шведов нарастало. Перед московским правительством стоял выбор: воевать, выдать перебежчиков или откупиться. Послы договорились, что перебежчики остаются за Москвой, но государство выплатит за них 19.000 рублей. Кроме того, в Москве обещали продать шведам 11.000 четей ржи по той цене, по которой будут в это время покупать рожь на месте в Пскове. Закупка хлеба была поручена псковскому купцу Фёдору Емельянову с тайным поручением — поднять цены на рожь на псковском рынке и тем самым повысить выручку в царскую казну от покупок зерна шведами. Псковичи быстро заметили исчезновение дешёвого хлеба и недостаток дорогого. К воеводе явилась делегация, но воевода челобитную не принял и оскорбил выборных депутатов. Обращение к архиепископу Макарию с просьбой уговорить воеводу не давать хлеба шведам, пока не придёт от царя  известие на их челобитную и вмешательство Макария, ни к чему не привело.

## История восстания
Волнения начались в 20-х числах февраля 1650 года вследствие распоряжения царя Алексея Михайловича об отпуске из псковских житниц 11.000 четвертей хлеба в Швецию. Хлеб должен был пойти в зачёт выкупной суммы шведскому правительству за всех русских, перебежавших в пределы Московского государства из русских областей уступленных шведам. В Пскове был недород, а потому псковичей очень сильно взволновал слух о приезде шведского уполномоченного Логвиса Нумменса, везущего из Москвы часть выкупных денег, и о необходимости выдать ему хлеб из Псковского Кремля. Тщетно пытались архиепископ Макарий и прежний воевода Н.С. Собакин успокоить мятежников.
Уже 26—27 февраля восставшие, состоявшие в основном из мелких торговцев, ремесленников, стрельцов и городской бедноты, громили дворы зажиточных купцов, православного духовенства и городской знати. Они схватили и заключили под стражу представителей шведского монарха, находившихся в городе.
К концу марта — началу апреля восставшие полностью захватили власть, арестовав всех представителей городской власти, создав свои органы — мирской сход, а также Земскую избу. В это тяжёлое время на воеводство 25 марта 1650 года прибыл вновь назначенный окольничий и князь Василий Петрович Львов. Он приехал в Псков в разгар бунта. Псковичи не выпустили от себя прежнего воеводу Н. С. Собакина, а нового воеводу Львова отвели во «всегородную избу» за отказ выдать им порох и свинец. Князь Львов едва не был убит, а его сыновья и Собакин были насильно взяты мятежниками в заложники для отсылки в Москву челобитчиков к Государю, как бы в залог за безопасность этих челобитчиков.
Свои требования восставшие изложили на бумаге, которая была подана царю в Москву 12 мая. В ней восставшие излагали ряд требований по реформам городского самоуправления и выражали недовольство произволом местных чиновников и шведских представителей. 
В ответ во Псков был послан карательный отряд под предводительством князя Ивана Хованского. Однако восставшие закрыли городские ворота, обстреляли приближающиеся войска из артиллерии и во время вылазки захватили часть царского обоза. Более 3 месяцев простоял Хованский под стенами Пскова. Восставшие делали постоянные вылазки и беспокоили его отряд, делая попытки сжечь выстроенные им временные жилища и препятствуя наводке моста через реку. Приход царского войска обострил и без того натянутые отношения в лагере восставших между городской беднотой, крестьянами, восставшими военными, ремесленниками с одной стороны и духовенством, зажиточными купцами, чиновниками с другой.
Когда из Москвы возвратились челобитчики, то князь В. П. Львов созвал псковичей, объявил им царскую милость и уговаривал не стоять за мятежников, которые после крестного целования опять намеревались завести «воровство».

## Итоги восстания
Псковское восстание было не единственным в русском государстве в то время. Крестьянские восстания терзали северо-западные уезды и продолжались до февраля 1661 года. И хотя армии Хованского удалось захватить и подавить сходное по своим причинам восстание в Новгороде, царский отряд был измотан и слаб. К тому же не прекращались волнения и в пригородах Пскова. В самой Москве были обеспокоены нараставшим напряжением со Швецией, способным привести к новой войне. Поэтому летом 1650 года царское правительство вынуждено было созвать Земский собор, на котором были обещаны некоторые уступки восставшим.
Представители Земского собора во главе с епископом Коломенским Рафаилом прибыли в Псков 17 августа. Однако к их приезду власть в городе захватили представители городской верхушки, а попытка городских низов поднять новое восстание 20 августа оказалась неудачной. 25 августа в городе была восстановлена власть воевод.
В октябре руководители Псковского восстания 1650 года были арестованы, подвергнуты пыткам и сосланы. 
С 1676 по 1924 год в Пскове на Торговой площади существовала посвящённая святому Николаю Блаженному часовня в память об убитых во время восстания помещиках.

## В культуре
- Восстанию посвящён исторический роман советского писателя С. П. Злобина «Остров Буян» (1948—1965).